# Red River Township (Arkansas)
Pour les articles homonymes, voir Red River Township.
Red River Township est l'un des quinze townships du comté de Searcy, en Arkansas, aux États-Unis,.

### Source de la traduction
- (en) Cet article est partiellement ou en totalité issu de l’article de Wikipédia en anglais intitulé « Red River Township, Searcy County, Arkansas » (voir la liste des auteurs).